# Тестовий випадок
Тестовий випадок/ситуація, тест-кейс (англ. test case) — це артефакт, що описує сукупність кроків, конкретних умов та параметрів, необхідних для перевірки реалізації функції, що тестується чи її частини.
Під тест кейсом йдеться про наступну структуру: Action > Expected Result.
Тестові випадки, на відміну від чек-листів, не має поля «фактичний результат». 

## Види тестових ситуацій
Тест кейси поділяються за очікуваними результатами на позитивні та негативні:
- Позитивний тест-кейс використовує лише коректні дані й перевіряє, що додаток правильно виконує функцію що викликається.
- Негативний тест-кейс оперує як коректними, так і не коректними даними (мінімум 1 некоректний приклад) і ставить за ціль перевірку виняткових ситуацій (спрацювання валідаторів), а також перевіряє, що функція, яка викликається додатком, не виконується при спрацюванні валідатора.

## Структура тестової ситуації
Якісний тестовий сценарій включає в себе:
- Опис (англ. description) — відображає мету перевірки;
- Передумова (англ. preconditions) — список дій, які приводять систему в стан необхідний для основної перевірки;
- Кроки (англ. steps) — метод виконання тесту, описаний покроково;
- Очікуваний результат (англ. expected result) — передбачена поведінка системи після проходження по кроках;

PostCondition - список дій, що переводить систему в початковий стан (стан до проведення тесту) і є не обов'язковою частиною.

## Обов'язкові вимоги до тест-кейсів
- Відсутність залежності один від одного — оскільки тести можуть доповнюватися, змінюватися, втратити свою актуальність і бути видаленими. Крім того, взаємозв'язок може ввести в оману, що робота продукту відповідає очікуванням.
- Чіткі формулювання та висока ймовірність виявлення помилки;
- Наявність детальної та не надлишкової інформації — якщо перевірці підлягає процес авторизації, тест-кейс має містити логін та пароль.
- Легка діагностика помилок — виявлена помилка має бути очевидна.
- Дослідження відповідної (безпосередньо тієї, що потрібно) області додатка, виконання потрібних дій.